# 雷射導引炸彈

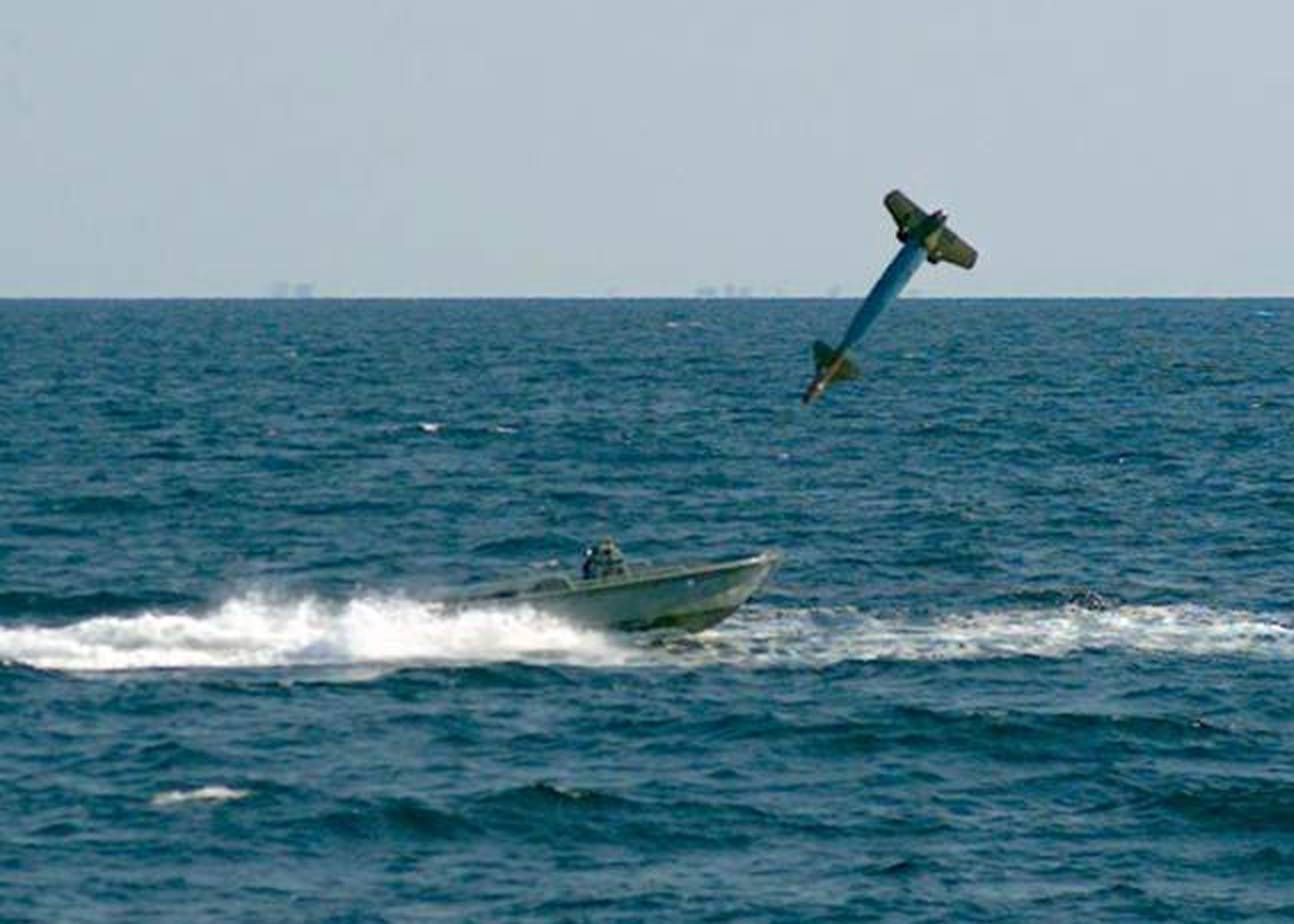
GBU-24在演習中攻擊小船前的瞬間

雷射導引炸彈（英語：laser-guided bomb, LGB）是一種導引炸彈，與非導引炸彈相比，它使用半主動雷射導引，以更高的精度打擊指定目標。雷射導引炸彈是美國在越戰期間首先研製的，並很快就證明了其在對難以準確轟炸的目標進行精確打擊方面的價值。這些武器使用機載電子設備來追蹤雷射標定的目標(通常是紅外光譜中的目標)，並調整其滑行路徑以準確打擊目標。由於武器追蹤的是雷射信號，而不是物體本身，因此目標必須透過另一個獨立的來源來做標定，通常可以是地面部隊、攻擊機的筴艙或另一架支援的飛機。
來自在越南投放的28,000枚雷射導引炸彈的數據顯示，儘管雷射必須從另一架飛行中的飛機後座側窗瞄準射出，但雷射導引炸彈幾乎有50％會直接命中。非制導炸彈的每次任務準確率僅為5.5％，通常包括大量彈藥。由於具有如此高的精度，與非制導彈藥相比，雷射導引炸彈攜帶的爆炸物更少，造成的附帶損害也更少。如今，雷射導引炸彈是世界上許多空軍最普遍使用的制導炸彈之一。